# Aeschynomene bracteosa
Aeschynomene bracteosa är en ärtväxtart som beskrevs av John Gilbert Baker. Aeschynomene bracteosa ingår i släktet Aeschynomene och familjen ärtväxter. Inga underarter finns listade i Catalogue of Life.